# Затынайко, Александр Иванович
Александр Иванович Затынайко (род. 30 января 1949, с. Отрадное, Гребёнковский район, Полтавская область) — советский и украинский военный деятель, начальник Генерального штаба Вооружённых сил Украины (2002—2004), начальник Генерального штаба Вооружённых сил Украины — первый заместитель Министра обороны Украины (1996—1998). Генерал-полковник (1997). Член СНБО (2002—2004).

## Биография
Образование — Киевское высшее общевойсковое командное училище им. М. В. Фрунзе (1970), Военная академия имени М. В. Фрунзе (1977), Военная академия Генерального штаба Вооружённых сил Российской Федерации (1993). Кандидат военных наук.
Проходил службу в Группе советских войск в Германии на должностях командира взвода, заместителя командира, командира мотострелковой роты. После окончания академии служил в войсках Киевского военного округа на должностях командира мотострелкового батальона, начальника штаба мотострелкового полка, начальника штаба — заместителя командира дивизии.
- С августа 1985 по сентябрь 1987 г. — командир отдельной бригады (ГСВСК, Республика Куба).
- С октября 1987 проходил службу в Сибирском военном округе на должности командира мотострелковой дивизии.
- С августа 1993 года — командир 13-го армейского корпуса Прикарпатского военного округа.
- 7 мая 1995 года — присвоено воинское звание генерал-лейтенанта[1].
- 12 марта 1996 года назначен начальником Генерального штаба Вооружённых Сил Украины — первым заместителем Министра обороны Украины[2].
- 21 августа 1997 года — присвоено воинское звание генерал-полковника[3].
- 30 сентября 1998 года уволен с должности начальника Генерального штаба Вооружённых сил Украины — первого заместителя Министра обороны Украины и назначен командующим войсками Южного оперативного командования[4].
- 19 декабря 2001 года освобождён от должности командующего войсками Южного оперативного командования и назначен Главнокомандующим Сухопутных войск Вооружённых Сил Украины[5].
- 13 августа 2002 года назначен начальником Генерального штаба Вооружённых Сил Украины[6].
- 7 сентября 2002 года введён в состав СНБО[7].
- 3 июня 2004 года уволен с должности начальника Генерального штаба Вооружённых Сил Украины[8] и выведен из состава СНБО[9].
- 14 августа 2004 года назначен Главным инспектором Министерства обороны Украины[10].
- 11 марта 2005 года указом Президента Украины В. А. Ющенко уволен с военной службы в запас в связи с сокращением штатов[11].

## Награды
- Орден Богдана Хмельницкого I ст. (30 января 2004) — за выдающийся личный вклад в укрепление обороноспособности и национальной безопасности Украины, образцовое выполнение воинского долга[12]
- Орден Богдана Хмельницкого II ст. (2 декабря 2002) — за весомый личный вклад в обеспечение обороноспособности Украины, высокий профессионализм[13]
- Орден Богдана Хмельницкого III ст. (2 октября 1998) — за весомый личный вклад в обеспечение обороноспособности Украины, поддержание высокой боевой готовности войск[14]
- Награда «Именное огнестрельное оружие» (1 июля 1995) — за безупречную многолетнюю службу, личные заслуги в поддержании высокой боевой и мобилизационной готовности войск корпуса[15]
- Отмеченный наградами СССР орден Красной Звезды, орден «За службу Родине в Вооружённых Силах СССР» III ст., Медаль «За боевые заслуги».